# The Bobby Lees
The Bobby Lees — американський рок-гурт, заснований у 2018 році у Вудстоку, Нью-Йорк.

## Історія
2 лютого 2018 року гурт випустив дебютний студійний альбом Beauty Pageant. Успіх альбому дозволив гурту The Bobby Lees виступати на розігріві у таких гуртів, як The Black Lips, Shannon & the Clams, Future Islands, Chats.
Під час їхнього туру в Талса, штат Оклахома, на зупинці було вкрадено спорядження гурту. Гурт зміг зіграти концерт, використовуючи обладнання, позичене у місцевих гуртів.
17 липня 2020 року вийшов студійний альбом гурту, Skin Suit, який був спродюсований Джоном Спенсером (Jon Spencer) і випущений на лейблі Alive Naturalsound Records. Альбом Skin Suit увійшов до списку 10 найкращих альбомів 2020 року за версією газети San Francisco Examiner. Онлайн журнал PopMatters назвав альбом «хриплою поїздкою від початку до кінця». У 2021 році гурт The Bobby Lees гастролював з гуртом Helmet на підтримку альбому Skin Suit.
7 жовтня 2022 року гурт випустив новий альбом, Bellevue, альбом був спродюсований Венсом Пауелом (Vance Powell).
Назва гурту The Bobby Lees походить від пісні під назвою «Bobby Lee» з першого альбому гурту.

## Учасники гурту
- Сем Квартін (Sam Quartin) — вокал, гітара,
- Кендалл Вінд (Kendall Wind) — бас,
- Макі Боумен (Macky Bowman) — барабани,
- Нік Каса (Nick Casa) — гітара.[9]

## Дискографія

### Студійні альбоми
- Beauty Pageant (February 2, 2018)
- Beauty Pageant Redux (2019)
- Skin Suit (July 17, 2020)
- Bellevue (October 7, 2022)